# Norra Bunnersjön
Norra Bunnersjön är en sjö i Åre kommun i Jämtland och ingår i Indalsälvens huvudavrinningsområde. Sjön har en area på 0,287 kvadratkilometer och ligger 954,1 meter över havet. Norra Bunnersjön ligger i Vålådalen Natura 2000-område. Sjön avvattnas av vattendraget Västerån.

## Delavrinningsområde
Norra Bunnersjön ingår i det delavrinningsområde (701047-133302) som SMHI kallar för Utloppet av Norra Bunnersjön. Medelhöjden är 1 042 meter över havet och ytan är 2,04 kvadratkilometer. Räknas de 4 avrinningsområdena uppströms in blir den ackumulerade arean 14,31 kvadratkilometer. Västerån som avvattnar avrinningsområdet har biflödesordning 3, vilket innebär att vattnet flödar genom totalt 3 vattendrag innan det når havet efter 383 kilometer. Avrinningsområdet består mestadels av kalfjäll (86 procent). Avrinningsområdet har 0,29 kvadratkilometer vattenytor vilket ger det en sjöprocent på 14,1 procent.